# Spilosoma multiscripta
Spilosoma multiscripta là một loài bướm đêm thuộc phân họ Arctiinae, họ Erebidae.